# Nemalion lubricum
Espèce
Synonymes
- Rivularia lumbricalis Schousboe ex Bornet, 1892[2]

Nemalion lubricum est une espèce d’algues rouges de la famille des Nemaliaceae.